# Aeroportul Jaluit
Aeroportul Jaluit (IATA: UIT, FAA LID: N55) este un aeroport din Jaluit Atoll⁠(d), Insulele Marshall ce deservește zona Jabor⁠(d).
Situat la o altitudine de 1 m, aeroportul dispune de o singură pistă.